# Charles Regnault
Pour les articles homonymes, voir Charles Regnault (homonymie) et Regnault.
Charles Regnault (Blâmont, 15 février 1755 - Paris, 3 décembre 1811), député du bailliage de Nancy du 6 avril 1789 au 30 septembre 1791.

## Biographie
Avocat du roi à Lunéville en 1789, il fut élu député du bailliage de Nancy aux états généraux. Il résidait au 20 boulevard de la Reine à Versailles, avec son collègue Jean-Baptiste Salle, député de Vézelize. Il devint secrétaire de l'Assemblée nationale en 1790. Il monta à la tribune pour donner des détails sur la conduite des officiers municipaux de Nancy et de Lunéville, au sujet de l'affaire de Nancy. N'ayant été réélu à aucune des assemblées suivantes, il échappa au régime de la Terreur.
Il occupa dans la Meurthe diverses fonctions publiques. Il obtint la présidence du tribunal civil de Nancy. Il devint secrétaire du duc de Massa.